# Comodiano
Comodiano (em latim: Commodianus Gazaeus) foi um poeta cristão latino que viveu por volta de 250. Os únicos autores antigos que o mencionam são Genádio, presbítero de Massília (moderna Marselha) no final do século V, em sua "De scriptoribus ecclesiasticis" e o papa Gelásio I em "De libris recipiendis et non recipiendis", na qual as obras de Comodiano são consideradas "apócrifas", provavelmente por conta de algumas afirmações pouco ortodoxas contidas nelas. 

## Vida e obras
Supõe-se que Comodiano vivia na África romana, parte por causa de algumas similaridades com o texto de Cipriano de Cartago e parte por que a escola africana é o centro da latinidade cristã no século III, mas já se sugeriu uma origem síria.
Como ele próprio nos conta, Comodiano era pagão e se converteu ao cristianismo já idoso depois de sentir-se chamado para instruir os ignorantes sobre a verdade. Ele escreveu dois poemas em latim ainda sobreviventes: "Instructiones" e "Carmen apologeticum". Eles foram publicados pela primeira vez em 1852 por J. B. Pitra na "Spicilegium Solesmense", com base num manuscrito na coleção Middlehill atualmente em Cheltenham e que se supõe ter sido trazido de um mosteiro em Bobbio.
"Instructiones" contém 80 poemas, todos acrósticos (com exceção do poema 60, no qual as letras iniciais estão em ordem alfabética). As iniciais do poema 80, lidas de trás para frente, soletram "Commodianus Mendicus Christi". "Carmen Apologeticum", sem dúvida de Comodiano, embora o nome do autor (e o título) não estejam presentes no manuscrito, não tem esta restrição dos acrósticos. A primeira parte das "Instructiones" é destinada aos pagãos e judeus e ridiculariza as divindades da mitologia clássica; a segunda contém reflexões sobre o anticristo, o fim do mundo, a ressurreição e conselhos para cristãos, penitentes e clérigos. Na "Apologeticum", toda humanidade é exortada a se arrepender por causa do iminente fim do mundo. A aparição do anticristo, identificado como sendo Nero, e do homem do oriente, é esperada para logo. 
Embora demonstrem um poderoso zelo dogmático, os poemas de Comodiano não são ortodoxos. Ao estudioso dos clássicos, apenas a métrica é interessante, pois embora eles tenham sido escritos em hexâmetro, as regras de quantidade foram sacrificadas em prol do acento. As primeiras quatro linhas de "Instructiones" são ilustrativas:
| “ | Praefatio nostra viam erranti demonstrat Respectumque bonum, cum venerit saeculi meta Aeternum fieri, quod discredunt inscia corda: Ego similiter erravi tempore multo. | ” |
|   | — "Instructiones". |   |

Estes "versus politici" (como são chamados) demonstram que uma mudança já estava ocorrendo no latim que resultaria na formação das línguas românicas. O uso de maiúsculas e gêneros, a construção verbal, as preposições e as formas verbais já exibem notáveis irregularidades. O autor, porém, demonstra conhecer o latim dos poetas clássicos Horácio, Virgílio e Lucrécio.